# أم الطيور (حماة)
أم الطيور قرية في ناحية مركز حماة في سورية. تقع غرب مدينة حماة.